# 16909 Miladejager
16909 Miladejager è un asteroide della fascia principale. Scoperto nel 1998, presenta un'orbita caratterizzata da un semiasse maggiore pari a 2,8543100 UA e da un'eccentricità di 0,0207376, inclinata di 2,54922° rispetto all'eclittica.